# Três marcas da existência
De acordo com a tradição budista, todos os fenômenos são marcados por três características, as vezes referidas como os "três selos do Darma". Eles são anicca (impermanência), dukkha (frustração cronica) e anatta (não-self, ou nada é provido de uma existência isolada e independente ).
Essas três características são mencionadas nos versos 277, 278 e 279 do Dhammapada. Que os humanos estão sujeitos à ignorância (não compreensão) sobre as três marcas da existencia, que essa ilusão resulta em sofrimento e que a remoção dessa ilusão resulta no fim do sofrimento. É um tema central nas Quatro Nobres Verdades e no Nobre Caminho Óctuplo.
Segundo Thich Nhat Hanh no livro The Heart of the Buddha's Teaching: o ensinamento de que tudo seria dukkha (insatisfatoriedade ou sofrimento) é amplamente divulgado. Ele dedica um capítulo a explicar que os 3 selos são impermanência, não-self, e nirvana. 
Sim, nirvana - a alegria de extinguir completamente nossas ideias e conceitos - é o terceiro selo, não sofrimento. 
Ver as coisas como permanentes, existindo de forma independente e conceituar são as três delusões que fundamentam a ignorância. 

Segundo Bhikkhu Bodhi:
Então consideramos que nós mesmos e o mundo são entidades sólidas, estáveis e duradouras, apesar das constantes evidências de que tudo está sujeito à mudança e à destruição. Assumimos que temos direito ao prazer, e dirigimos nossos esforços para aumentá-lo e intensificá-lo com um fervor antecipatório que não é ameaçado pelos repetidos encontros com a dor, o desapontamento e a frustração. E nos percebemos como egos delimitados, apegando-nos às várias ideias e imagens que formamos de nós mesmos como uma identidade indiscutível e verdadeira.
1. ↑  HAHN, Thich Nhat (1999). The Heart of the Buddha's Teaching. New York: Broadway Books. 22 páginas